# Heinz Kreutz
Heinz Kreutz (* 31. Dezember 1923 in Frankfurt am Main; † 17. Dezember 2016 in Penzberg) war ein deutscher Maler des Informel.

## Leben und Werk
Heinz Kreutz absolvierte eine Ausbildung als Fotograf. Im Zweiten Weltkrieg gelangte er nach der Schlacht von Stalingrad schwerverletzt in ein Lazarett. Von 1944 an begann er künstlerisch zu arbeiten, inspiriert von Zigarettenbildern mit „entarteter Kunst“, die eine Besucherin ins Lazarett schmuggelte. In den Jahren nach dem Krieg arbeitete Kreutz als Weißbinder und gelegentlich als Fotograf und wandte sich ab 1948 der abstrakten Malerei zu. 1950 schuf er die Glasmalerei für die Evangelische Kirche in Ochshausen.  Mithilfe eines privaten Stipendiums verbrachte er 1951 einen Studienaufenthalt in Paris, hatte hier ein Atelier und entdeckte die Impressionisten für sich. 1952 gehörte er mit Otto Greis, Karl Otto Götz und Bernard Schultze zu den Gründungsmitgliedern der Künstlergruppe Quadriga, mit der die deutsche Malerei in der Nachkriegszeit wieder den Anschluss an die internationale künstlerische Avantgarde erhielt. Die Ausstellung sollte ursprünglich den Namen „Neu-Expressionisten“ tragen. Noch am Eröffnungsabend wurde aus der gemeinsamen Ausstellung der vier Künstler die Quadriga. Der Ort, die Zimmergalerie Franck (1949 bis 1961) in Frankfurt am Main, bestand, den Nachkriegszeiten geschuldet, aus zwei Zimmern der Privatwohnung von Klaus Franck, einem Versicherungsangestellten.
Kreutz’ Gemälde zeichneten sich zum Beginn des Informel durch ihre heftig wilde Formensprache und eine in Schichten gestaffelte Raumtiefe aus. Ähnlich wie Otto Greis suchte er in den späteren 1950ern einen Weg aus der Formensprache der tachistischen Malerei heraus und fand, insbesondere über das Studium der japanischen Kalligrafie, zu einer konzentrierten und klaren malerischen Sprache. Neben seiner Malerei hat Kreutz in der Zeichnung zu einem eigenständigen Umgang mit Form und Farbe gefunden.
1960 verbrachte Kreutz einen Studienaufenthalt in Paris und erhielt 1967 ein Stipendium an der Cité Internationale des Arts Paris. Von 1971 bis 1973 war er Gastdozent an der Hochschule für Gestaltung in Offenbach am Main. Heinz Kreutz lebte und arbeitete seit 1976 in Antdorf in Oberbayern. Im Jahr 2002 wurde Kreutz mit den übrigen Quadriga-Begründern mit dem Binding-Kulturpreis ausgezeichnet. In den späten 80er-Jahren seines Lebens hörte er mit der Malerei auf, aus Angst, nicht weiter seinem Anspruch gerecht zu werden.
Kreutz war mit Magda (1926–2005) verheiratet. Diese heiratete später sein Freund Rolf Hans. Heinz Kreutz verstarb am 17. Dezember 2016 in Penzberg.

## Werke (Auswahl)
- 1960: Pariser Aquarelle
- 1958: Hymne an das Licht, Städel Museum
- 1965: Wandteppich hinter dem Altar in der Cantate-Domino-Kirche Frankfurt am Main
- 1993/1994: Sonnengesang des Franz von Assisi

## Ausstellungen (Auswahl)
- 1952: Quadriga zusammen mit Otto Greis, Karl-Otto Götz und Bernard Schultze[5] Zimmergalerie Franck, Frankfurt am Main
- 1958: Heinz Kreutz Hymne an das Licht,[6] Städel Museum, Frankfurt am Main
- 1961: Heinz Kreutz,[7] Erste Einzelausstellung in einem Museum, Museum Wiesbaden, Wiesbaden
- 2010: Bewegte Strukturen: Deutsches Informel,[8] Gustav-Lübcke-Museum Hamm
- 2017: A Tale of Two Worlds: Experimentelle Kunst Lateinamerikas der 1940er bis 80er-Jahre im Dialog mit der Sammlung des MMK,[9] Museum für Moderne Kunst, Frankfurt am Main
- 2019: Heinz Kreutz: Ölgemälde, Aquarelle, Holzschnitte Aus dem Nachlass des Künstlers,[10] Galerie Opper, Kronberg im Taunus
- 2023: Heinz Kreutz – Schwarz-Weiß und in Farbe. Zum 100. Geburtstag,[11] Museum Küppersmühle für Moderne Kunst, Duisburg

## Werke in Sammlungen (Auswahl)
- Museum Wiesbaden[12]
- Kunstsammlung des deutschen Bundestages[13]